# بیمارستان گلسار رشت
بیمارستان گلسار یک بیمارستان تخصصی و فوق تخصصی در رشت، گیلان، ایران است که دارای ۱۸۷ تخت و ۷۱۰ نفر نیروی کاری در فضایی به وسعت ۵٬۷۰۵ مترمربع از سال ۱۳۷۵ شمسی فعالیت می‌کند. یک زمین ۷٬۰۰۰ مترمربعی نیز در جوار بیمارستان قرار دارد که از آن به عنوان پارکینگ استفاده می‌شود که در آینده قرار است بیمارستان پیشرفته‌تری در آن احداث گردد. همچنین واحد بیماران بین‌الملل این بیمارستان در زمینه گردشگری سلامت فعالیت می‌کند.

## بخش‌های بیمارستان
- ارتوپدی
- پزشکی مجاری ادراری
- لاپاراسکوپی
- آندوسکوپی
- ئی‌آرسی‌پی
- آنژیوگرافی
- آنژیوپلاستی
- مراقبت‌های ویژه نوزادان
- بخش مراقبت‌های ویژه
- پژواک‌نگاری قلب
- سی‌تی اسکن
- سونوگرافی
- رادیولوژی
- دیالیز
- شیمی‌درمانی
- فیزیوتراپی
- نوتوانی قلب
- داروخانه
- آزمایشگاه[۳]